# دوري أبطال أوروبا 2006-2007 (لعبة فيديو)
دوري أبطال أوروبا 2006-2007 (بالإنجليزية: UEFA Champions League 2006–2007)، هي لعبة الفيديو الرياضية الرسمية لمسابقة دوري أبطال أوروبا 2006-07، تم تطويرها من قبل إي أيه كندا، ونشرها بواسطة إي أيه سبورتس، صدرت في مارس عام 2007م على منصات بلاي ستيشن 2، بلاي ستيشن بورتبل، مايكروسوفت ويندوز وإكس بوكس 360. جميع هذه الأندية في هذه اللعبة، هي نفسها الفرق التي شاركت في النسخة الرقم 52 من مسابقة كرة القدم الأكثر شهرة في العالم، والنسخة رقم 15 من الاسم الحالي للبطولة.

## روابط خارجية
- دوري أبطال أوروبا 2006-2007 على موقع IMDb (الإنجليزية)